# Evn naturkraft
Die evn naturkraft ist eine 100-%-Tochter der EVN AG und hat als Unternehmensziel die Stromerzeugung aus erneuerbaren Energiequellen. Das Eigenkapital beträgt 58,6 Mio. EUR.
Die Gesellschaft wurde am 21. November 1995 von Magyar-Elektrizitäts-Beteiligungs-GmbH in Elektrizitätswerke Gußwerk GmbH – mit Standort 8632 Gußwerk, Grüner Baum – in die evn naturkraft Erzeugungsgesellschaft mbH umgewandelt und hat nun den Sitz in 2344 Maria Enzersdorf, EVN Platz.

## Beteiligungen
- 100 % an der EVN Bulgaria RES Holding GmbH, die 2010 einen Photovoltaikpark mit 837,6 kW elektrischer Peakleistung nahe Blatec errichtete und betreibt.
- 100 % an der EVN Kavarna EOOD (Bulgarien)
- 70 % an der Wasserkraftwerke Trieb und Krieglach GmbH
- 50 % an der EVN Wien Energie WP-Entwicklungs- und Betriebs GmbH
- 49,99 % an der Ashta Beteiligungsverwaltung GmbH
- 33 % an der Kraftwerk Nußdorf Errichtungs- und Betriebs GmbH
- 13 % an der Verbund Innkraftwerke GmbH

## Erzeugungskapazität
- 5 Speicherkraftwerke
- 67 Kleinwasserkraftwerke – davon 61 in NÖ und 6 in der Steiermark[3]
- 154 Windkraftanlagen
- 13 Photovoltaikanlagen
- Gesamtleistung[4]
  - Wasserkraft 112 MW
  - Windkraft 375 MW
  - Photovoltaik 3,8 MW
- jährliche Erzeugungskapazität
  - Wasserkraft  300 GWh
  - Windkraft    850 GWh
  - Photovoltaik 4,1 GWh